# Gonzague de Reynold

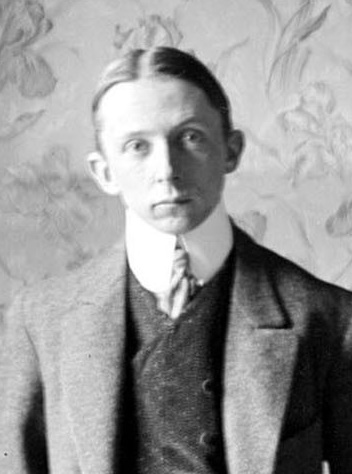
Gonzague de Reynold

Gonzague de Reynold (* 15. Juli 1880 auf Schloss Cressier in Cressier FR; † 9. April 1970 in Freiburg im Üechtland) war ein Schweizer Schriftsteller, Historiker und Literaturwissenschaftler.
Der Freiburger Patrizier und rechtskonservative Intellektuelle war als Apologet der aristokratischen Vergangenheit der Schweiz und leidenschaftlicher Gegner des Liberalismus sein Leben lang streitbar und umstritten.

## Leben

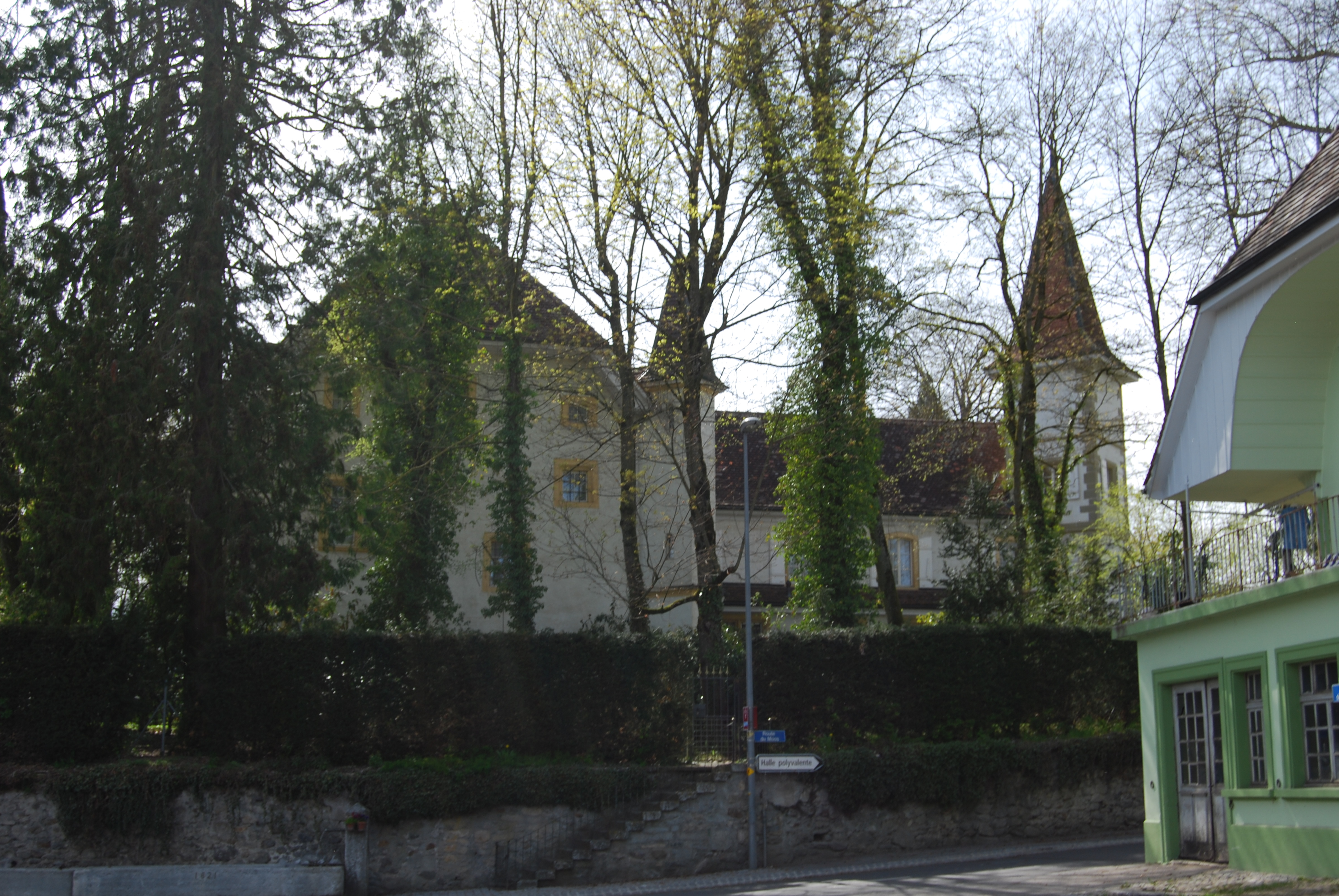
Manoir de Reynold in Cressier FR

Reynold wuchs in einem adligen Elternhaus auf, das über grossen Grundbesitz verfügte und auf keine bürgerliche Erwerbstätigkeit angewiesen war. Nach der Matura am Kollegium St. Michael in Freiburg studierte er an der Sorbonne und am Institut catholique de Paris und beendete seine Studien in Freiburg im Breisgau. 1910 wurde er als Privatdozent an die Universität Genf berufen, 1915 bis 1931 lehrte er als ordentlicher Professor an der Universität Bern französische Literatur und ab 1932 an der Universität Freiburg Geschichte der Zivilisation.
1904 gründete er in Genf zusammen mit Charles Ferdinand Ramuz und den Brüdern Charles-Albert Cingria und Alexandre Cingria die Zeitschrift La Voile latine, die zum Sprachrohr einer gleichnamigen politisch-kulturellen Bewegung wurde.
1914 war er Mitbegründer der Neuen Helvetischen Gesellschaft, 1919 des Schweizerischen Initiativkomitees Pro Vorarlberg, und 1932 wurde er Vizepräsident der Kommission für geistige Zusammenarbeit des Völkerbundes. Albert Einstein, ebenfalls Mitglied der Kommission, bezeichnete ihn als „Esel in Bern“.
Mit Léon Savary und René de Weck bildete er die Troika der Freiburger Schriftsteller des frühen zwanzigsten Jahrhunderts.
Während des Zweiten Weltkrieges plädierte er für die Umwandlung der Schweiz in eine autoritäre Republik.
1955 gründete er mit Jean-René Bory die Société suisse des Amis de Versailles zur Schaffung eines Museums für die Auslandschweizer im Schloss Penthes in Pregny-Chambésy. Im gleichen Jahr erhielt er den Grossen Schillerpreis der Schweizerischen Schillerstiftung. Die Laudatio bei der Verleihung im Rathaus Zürich hielt sein alter Freund, der Genfer Romancier und IKRK-Spitzenfunktionär Jacques Chenevière.
Sein Hass gegen den Kommunismus und sein Kampf gegen die Demokratie machten Gonzague de Reynold zu einem Bewunderer der autoritären Regimes von António de Oliveira Salazar und Benito Mussolini und liessen ihn sogar Verständnis für Adolf Hitler aufbringen. Er hielt den Faschismus für die einzige Gesellschaftsordnung, die sich für die Würde der Arbeiter einsetzte (siehe: Klerikalfaschismus), und wollte die Schweiz zu einem autoritären Ständestaat machen. Er selbst sollte darin die Führungsrolle übernehmen. Analog zu den Titeln Duce oder Führer wäre der höchste Schweizer Landammann genannt worden. Reynolds Wirken blieb aber letztlich doch auf katholische Kreise und auf die Westschweiz beschränkt. Dennoch darf sein Einfluss nicht unterschätzt werden. So war etwa Bundesrat Philipp Etter gleichsam sein Schüler, der ganz im Sinne Reynolds die Staatsgeschäfte betrieb.
Die Académie royale des Sciences, des Lettres et des Beaux-Arts de Belgique nahm ihn 1954 als assoziiertes Mitglied (Élu associé) auf.
Gonzague de Reynolds Nachlass befindet sich im Schweizerischen Literaturarchiv in Bern.

## Werke

### Im französischen Original
- Au pays des aïeux. Poème descriptif et romanesque. Mit einem Vorwort von Édouard Rod, Ch. Eggimann & Cie, 1902.
- Jean-Jacques Rousseau et ses contradicteurs: Du Premier «Discours » à « Inégalité » 1750–1755. Impr. de l’Œuvre de Saint-Paul, 1904.
- Les lauriers de l’Armure. Études de poésie classique. Société des arts de Genève, A. Jullien, 1905.
- Le patriciat de Fribourg en 1798. Selbstverlag, 1905.
- Histoire littéraire de la Suisse au XVIIIe siècle. G. Bridel & Cie, 1909–1912.
- L’évolution des arts en Suisse. Imprimerie Réunies S.A., 1913.
- L’histoire de la littérature française dans les pays étrangers de langue française: Méthode et points de vue. S.A.M. Weissenbruch, 1913.
- La société helvétique. Büchler & Co., 1913.
- La Suisse rhétoromane. Impr. Journal de Genève, 1913.
- Les bannières flammées. Poèmes (1904–1915). Payot & Cie, 1915.
- Deux Conférences. La Suisse romande – L’Unité de la Suisse. Rascher & Cie, 1915.
- Indépendance et neutralité. Le devoir suiss. In: Revue militaire suisse, 1915.
- La situation des neutres, exposée par des neutres: Suisse. Libr. Alcan, 1915.
- Evolution de l’Histoire Suisse (Tableau synoptique). Art et Science, Lausanne 1916.
- L’indépendance intellectuelle de la Suisse. Conférence donnée en mars à Berne et le 20 mai au Cercle catholique de Fribourg. Fragnière Frères, 1916.
- La nouvelle Société Helvétique. Polyglot Printing Co., 1918.
- Paysages suisses: Les lacs. Georg & Cie, 1918.
- Notre histoire. Texte von G. de Reynold, Illustrationen von J. Courvoisier, Sonor S.A., 1919.
- Charles Baudelaire. C. Crès, 1920; Reprint: Slatkine, 1993.
- La Suisse une et diverse. Fragnière Frères, 1923.
- L’âge de fer. Le Divan, 1924.
- Morat. Jeu commémoratif en 5 actes. Fragnière Frères, 1926.
- La démocratie et la Suisse. Essai d’une philosophie de notre histoire nationale. Les Éditions du Chandelier, 1929.
- Conquête du Nord. Gallimard, 1931.
- L’Europe comme unité. Reale Accademia d’Italia, 1933.
- La démocratie et la Suisse. Essai d’une philosophie de notre histoire nationale. Les Éditions du Chandelier, 1934
- L’Europe tragique. La révolution moderne, la fin d’un monde. Éditions Spes, (1934) 1935.
- La Suisse et le Monde nouveau. Éditions de l’Union Nationale, 1934.
- La psychologie du peuple suisse. Alcan, 1935.
- Contes et légendes de la Suisse héroique. Payot & Cie., Lausanne 1937.
- Le retable des Cordeliers à Fribourg. Fragnière Frères, 1938.
- D’où vient l’Allemagne? Plon, (1939) 1940.
- La gloire qui chante. Chants de soldats suisses à travers les âges. Poème dramatique par G. de Reynold, Adaptation musicale par Emile Lauber (Éditions Spes, 1919), Éditions Spes, 1940.
- Grandeur de la Suisse. Illustrationen von de Charles Clément, Société suisse des Bibliophiles, 1940.
- La Suisse de toujours et les événements d’aujourd’hui. Éditions de la Baconnière S.A., 1940.
- La cité sur la montagne. Trilogie. Éditions Spes, (1922) 1941.
- Conscience de la Suisse. Billets à ces Messieurs de Berne. Éditions de la Baconnière, (1938) 1941.
- Dialogue au seuil de la maison. F. Roth, 1941.
- En 1941 comme en 1291, la Suisse est devant son destin : 1291: être ou ne pas être, 1941: être ou ne plus être. Éditions de L’écho illustré, 1941.
- Qu’est-ce que l’Europe? Les origines. Éditions de la Librairie de l’Université, 1941.
- Prières. Mit einem Holzstich von Marie-Louise de Reynold, Libr. de l’Université, 1942.
- Cercles concentriques. Études et morceaux sur la Suisse. Éditions du Chandelier, 1943.
- La formation de l’Europe. Egloff, (1941) 1944–1957.
- Fribourg (Éditions d’Art Boissonnas, 1922), J. Marguerat, 1946.
- Neutralisme et neutralité. De la neutralité suisse à la neutralité européenne. In: La Revue, 1951.
- La pensée de Gonzague de Reynold. Textes ausgewählt von François Jost (Éd. du Chandelier, 1950), Delachaux & Niestlé S.A., 1954.
- La Suisse et les formes primaires de la démocratie. Institut international des civilisations différentes, 1954.
- Là-haut. Le jeu du Noir et du Blanc. Jeu de fête donné à Fribourg à l’occasion de la fête cantonale des chanteurs fribourgeois 1955. Soc. cantonale des chanteurs fribourgeois, 1955.
- Souvenir d’un congréganiste. Collège St-Michel, 1955.
- Le chant d’une vie. Poèmes choisis (1897–1941). Éditions universitaires, 1957.
- Fribourg et le monde. La Baconnière, 1957.
- Mes mémoires. Éditions générales, 1960–1963.
- Gonzague de Reynold raconte la Suisse et son histoire. Payot, 1965.
- Saint Augustin et la civilisation catholique. Selbstverlag, 1965.
- Destin du Jura. Origine et prise de conscience, l’histoire, vers une conclusion. Éditions Rencontre, 1968.
- Expérience de la Suisse, couverture et frontispice de Jean Lecoultre. Éditions de Nuithonie, 1970.
- Maurice Zermatten: Gonzague de Reynold, un homme, une vie, une oeuvre. Ausgewählte Texte. Tribune éditions, 1981.
- Cités et pays suisses. (Payot & Cie, 1914–1920 - première édition définitive: Payot, 1948), Éditions L’Age d’homme, 1982.
- Le Tessin: Son visage. Mit fünf Illustrationen von Luca Gansser, Cercle de langue française, (1986) 1987.
- Défense et illustration de l’esprit suisse. Vorwort von Christophe Calame (Éditions de la Baconnière, 1939), Éditions de la Différence, 1991.
- Le génie de Berne et l’âme de Fribourg. (Payot & Cie, 1929). Éditions L’Age d’Homme, 1991.
- Synthèse du XVIIe siècle. La France classique et l’Europe baroque. (Éd. du Conquistador, 1962), Slatkine Reprints, 1994.
- Contes et légendes de la Suisse héroïque. Mit einem Vorwort von Edith Montelle (Payot & Cie, 1914), Slatkine, 2002.

### Auf Deutsch und Italienisch
- Werdegang der Schweizerischen Eidgenossenschaft. Eine Übersichts-Tafel von Gonzague de Reynold. Deutsche Übertragung von Hans Fischer, Art et Science, Bile 1916.
- Wie sie denken: Der Standpunkt der welschen Schweiz und das Interesse der Gesamtschweiz. Ein Vortrag. Aus dem Französischen übersetzt. Fehr’sche Buchh., 1917.
- Freiburg, 24 Photographien von Fred. Boissonnas und 1 Stadtplan. Éditions d’Art Boissonnas, 1922.
- Die Rolle Zürichs. Aus dem Französischen übersetzt. Benziger, 1928.
- Die Rückkehr zum Thomismus in den Ländern französischer Sprache. Kösel’sche Buchh, 1928–1929.
- Vom Geist und Wesen Berns. A. Francke A.-G., 1931.
- Schweizer Städte und Landschaften. Ausgewählt und übertragen von Eduard Fritz Knuchel, Rascher & Cie. A.-G., 1932.
- Die Schweiz im Kampf um ihre Existenz. Deutsch von Eduard Horst von Tscharner, Vita Nova Verlag, 1934.
- Die Tragik Europas. Deutsch von Walter Grossenbacher. Einzig berechtigte, etwas gekürzte Übersetzung aus dem Französischen. Vita Nova Verlag, 1935.
- Portugal. Éditions Spes, 1936.
- Portugal, gestern – heute. Übersetzung von Rudolf Timmermans, O. Müller, 1938.
- Sagen und Erzählungen aus der alten Schweiz. Übersetzung von Elisabeth de Boer; Textzeichnungen von Edmond Bille, Benziger & Co. AG, 1939.
- Selbstbesinnung der Schweiz. Deutsch von Eduard Horst von Tscharner. Mit einem Vorwort von Max Huber, Rascher Verlag, 1939.
- Die Lebensfrage der Eidgenossenschaft: Einst: Sein oder Nicht-Sein. Heute: Sein oder nicht mehr sein. O. Walter AG, 1942.
- Epochen der europäischen Geschichte. Walter, 1958.
- Europas Einheit: Jerusalem, Griechenland, Rom. Deutsche Übersetzung von Erich Lampey. Pustet, 1961.
- Freiburger Bilder, eine Auswahl aus seinen Werken. Übersetzung von Anton Bertschy, Peter Boschung, Ernst Flückiger und E. F. Knuchel; 3 Holzschnitte von Marie-Louise de Reynold-von Reding, Deutschfreiburgische Arbeitsgemeinschaft, 1966.
- Città e paesi svizzeri. Pref. di Jean-François Bergier, trad. di Ugo Gherner, A. Dadò, 2003.